# Villa Bischoff (Bremen)
Die Villa Bischoff befindet sich in Bremen, Stadtteil Vegesack, Ortsteil Vegesack, Weserstraße 84, auf dem hohen Weserufer. Sie entstand 1887 nach Plänen von Ludwig Klingenberg und Hugo Weber.
Das Gebäude steht seit 1984 unter Bremer Denkmalschutz.

## Geschichte
Die zweigeschossige, fünfachsige, verklinkerte Villa mit einem Mansarddach, den kräftig ausgebildeten Gesimsen, dem dreigeschossigen, gartenseitigen, achteckigen Türmchen mit einer Laterne in der Glockenhaube, dem markanten wappengeschmückten Eingangsportal und darüber dem prägnanten Erker, der verglasten Veranda und dem Sockel- bzw. Souterraingeschoss wurde 1886/87 in der Epoche des Historismus etwas im Stil der Neorenaissance für den Reeder Johann Diedrich Bischoff (1823–1893) gebaut. Er war der Vater von Reeder Friedrich Bischoff, der in der Villa als Hochzeitsgeschenk seit seiner Heirat mit der Kaufmannstochter Marie Danziger (1864–1942) wohnte. Im Inneren sind das Argo-Zimmer im Erdgeschoss mit Schnitzereien vom Vegesacker Bildhauer Nikolaus Bunkenborg und der große Salon mit hochwertigen Holztäfelungen sowie die geschwungene Treppe bemerkenswert.
Die Villa Schröder (Weserstraße 79) wurde zur selben Zeit von den gleichen Architekten entworfen wie auch die mittlerweile durch einen Neubau ersetzte Villa Danziger (Weserstraße 80/81) des Vaters bzw. Schwiegervaters von Marie Danziger und Friedrich Bischoff.
1910 verkaufte Friedrich Bischoff das Haus an Elisabeth Lange geb. Stümcke (1854–1952), sie war die Witwe des Kaufmanns Johann Lange (1844–1896), eines Enkels des Schiffbauers Johann Lange. Deren Tochter Gesine Lange (1880–1973) war mit dem Oberlehrer Dr. phil. Heinrich Leo (1876–1915) verheiratet, dessen Nachkommen das Haus in der Folgezeit bewohnten.
In seinem Roman Flut und Boden beschreibt der Historiker Per Leo das Haus, er ist ein Urenkel von Heinrich Leo. Im Mittelpunkt des Romans stehen Leos Großvater Friedrich und dessen ältester Bruder Martin, die als »denkbar ungleiches Brüderpaar« ihre Kindheit und Jugend in der Villa Bischoff verbrachten. Im 5. Kapitel, das dem Aufwachsen Martins im bildungsbürgerlichen Haushalt der Familie Lange-Leo gewidmet ist, wird die Villa selbst zu einer Hauptfigur: »Häuser sind Sachen. Über sie verfügt man. Wer mit Häusern Geld verdient, nennt sie gerne ›Objekte‹. Häuser werden entworfen, finanziert und gebaut, bewohnt, gepflegt und beliehen, vernachlässigt, vererbt und verkauft. Normalerweise herrschen Menschen über Häuser. Manchmal ist es aber auch umgekehrt. Es kommt vor, dass ein Haus sich eines Menschen bemächtigt, auch wenn die Sprache sich dem nur widerwillig beugt. Im Fall des kleinen Martin muss man es aber wohl so sagen: Kaum sechs Jahre alt, hält ein hoch über dem Wasser gelegenes Haus mit Turm Einzug in sein Leben. Eine mächtige Vertikale, die ihn so lange anweisen wird, den Kopf zu heben oder zu senken, bis sein natürlicher Ort die Mitte zwischen Unten und Oben geworden ist. Wie eine zweite Wirbelsäule wird diese Achse durch ihn hindurchlaufen, ihn aufrichten und halten, indem sie seinen Körper zwischen Erde und Himmel aufspannt.«
2014 hatten sich die späteren Besitzer des Hauses mit 714 m² Nutzfläche entschlossen, es zu verkaufen.

Das Gebäude wurde im Frühjahr 2020 verkauft. Das Baudenkmal mit der besonderen Kombination aus Klinker und Muschelkalk wurde unter Auflagen des Denkmalschutzes saniert und umgebaut. Es wird heute privat genutzt.